# Avro Aircraft
Авро Эйркрафт (англ. Avro Aircraft) — британская авиастроительная компания, существовавшая с 1910 по 1963 год. Компания приобрела мировую известность благодаря таким самолётам, как тяжёлый бомбардировщик времён Второй мировой войны Авро Ланкастер и послевоенный бомбардировщик Авро Вулкан с дельтовидным крылом.
Дочерним подразделением Авро Эйркрафт являлась компания Авро Канада.

## История
Основатель компании, Эллиот Вердон Ро (англ. Alliott Verdon Roe) — один из пионеров авиации. Он является первым британцем, совершившим полёт на летательном аппарате с двигателем (в 1908 году) и первым британцем, поднявшим в воздух самолёт полностью британской постройки, Avro Roe I Triplane, годом позже. Он уже имел опыт постройки самолётов — созданный им в 1907 году Avro Roe I Biplane с французским двигателем Antoinette стал первым самолётом, совершившим успешный полёт на территории Великобритании.
Совместно со своим братом, Хамфри Вердоном Ро (англ. Humphrey Verdon Roe), Эллиот Ро 1 января 1910 года основал в Браунсфильд Милле, Манчестер одну из первых авиастроительных компаний в мире A.V. Roe and Company. Хамфри взял на себя финансовые и организационные проблемы и был управляющим компании до 1917 года.
В 1912 год появляется первый самолёт компании — биплан Авро 500. Этот же самолёт, поставленный на поплавки и получивший обозначение Авро 501, предположительно, стал первым британским гидросамолётом. Интерес к развитию гидроавиации привел к созданию завода А. В. Ро в городе Шорхэм-Бай-Си (англ. Shoreham-by-Sea), где, в отличие от Манчестера, имелась возможность взлёта с поверхности воды.

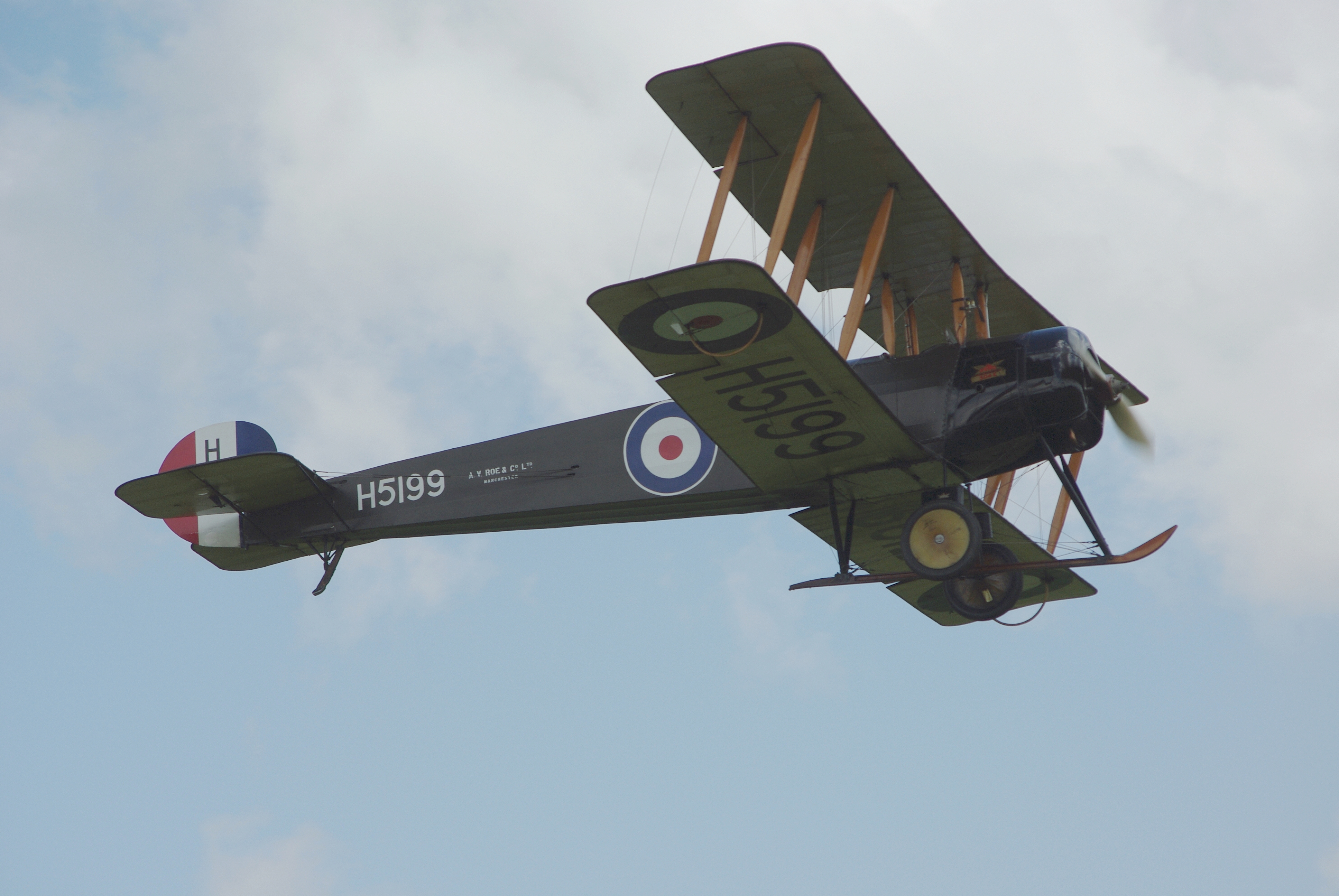
Авро 504

В том же году появляется моноплан Авро Тип F — первый в мире самолёт с полностью закрытой кабиной. Подлинным успехом фирмы стало создание в 1913 году биплана Авро 504 — самого массового самолёта Первой мировой войны, производство которого позволило загрузить производственные мощности компании в течение всей Первой мировой войны и после её окончания. Выпуск Авро 504 продолжался почти 20 лет и, вместе с субподрядчиками, составил 8 340 машин.
После окончания Первой мировой войны заказы на новые самолёты резко сократились. Это вызвало серьёзные финансовые проблемы, и в августе 1920 году компания была вынуждена продать 68,5% своих акций автомобилестроительной компании Кроссли Моторс, расположенной поблизости и нуждавшейся в расширении производственных площадей. В 1928 году Кроссли Моторс продала Авро авиастроительной компании Армстронг-Сиддли. В этом же году Эллиот Ро покидает основанную им компанию и переходит в новую компанию Сандерс-Ро, создавшую после Второй мировой войны ряд судов на воздушной подушке, гидросамолётов и экспериментальных реактивных самолётов. В 1935 году Авро становится дочерней компанией Хоукер Сиддли Груп.
В период между мировыми войнами компания для демонстрации своих возможностей создает спортивные и почтовые самолёты, производит по лицензии автожиры конструкции Хуана де ла Сиервы, создает несколько моделей истребителей, которые, впрочем, не выходят дальше стадии прототипа. Перед Второй мировой войной компания создает учебно-тренировочный самолёт Тьютор, в больших количествах использовавшийся для подготовки пилотов Королевских военно-воздушных сил и двухмоторный морской патрульный самолёт Энсон.

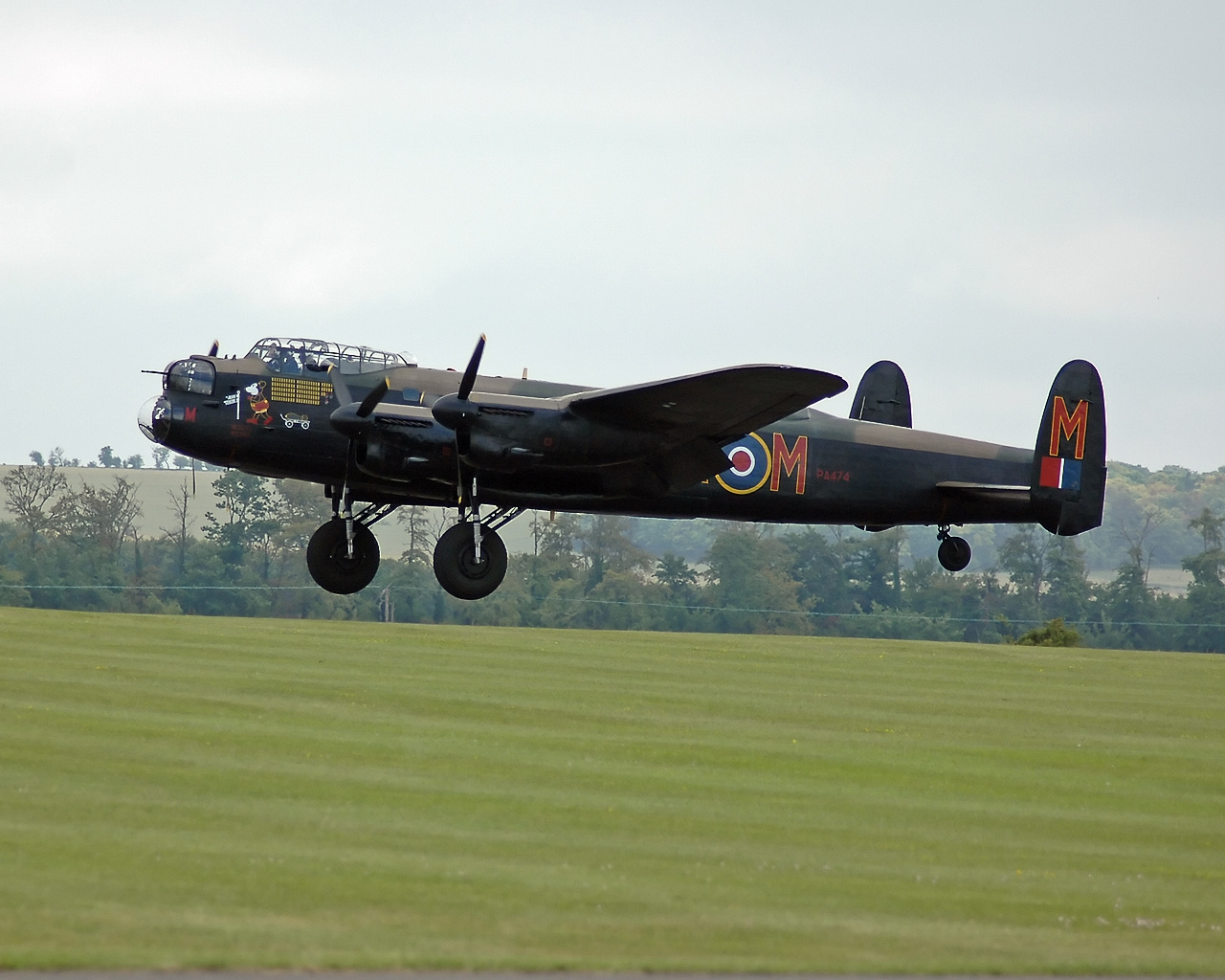
Авро Ланкастер

С началом Второй мировой войны фирма возвращается к производству боевых самолётов. Созданные ей бомбардировщики «Манчестер», «Ланкастер» и «Линкольн» стали самыми известными самолётами Авро.
В послевоенные годы компания Авро продолжила развитие семейства самолётов на базе «Ланкастера» и «Линькольна», на основе первого были созданы транспортные «Ланкастриан» и «Йорк», на основе второго — морской патрульный самолёт «Шеклтон» и пассажирский авиалайнер «Тюдор».
Ещё одной значимой разработкой компании стал «Вулкан» — реактивный бомбардировщик V-серии. Самолёт необычной аэродинамической схемы «бесхвостка», вооружённый, так же разработанной Авро, управляемой ракетой Blue Steel с ядерным зарядом, стал последним стратегическим бомбардировщиком на вооружении Королевских ВВС. Применялся в качестве обычного бомбардировщика во время Фолклендской войны.

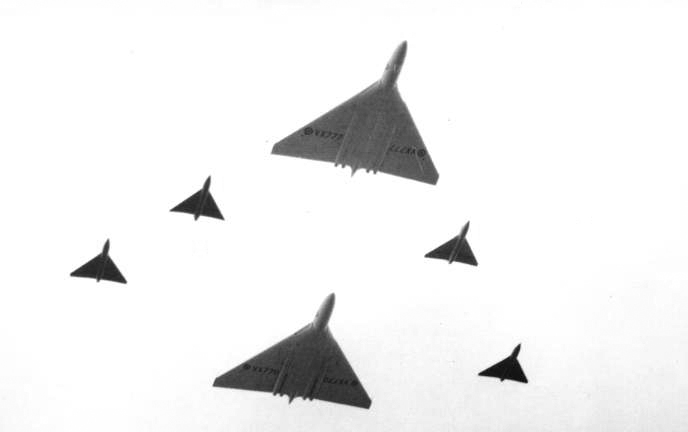
Авро 707 и Авро Вулкан на авиасалоне в Фарнборо, 1953 год

Последним серийно выпускавшимся самолётом, разработанным компанией Авро стал двухмоторный турбовинтовой ближнемагистральный пассажирский самолёт Авро 748. До 1963 года было выпущено 18 машин под обозначением Авро 748, после вхождения компании в состав Хоукер-Сиддли Груп производство самолёта продолжилось под обозначением Хоукер-Сиддли HS 748.

## Авро Канада
Основная статья: Avro Canada
В июле 1945 года Хоукер-Сиддли Груп приобрела подразделение Виктори Эйркрафт в Мальтоне, Онтарио. Новая авиастроительная компания в составе Хоукер-Сиддли Груп получила название Авро Канада Лимитед (англ. Avro Canada Limited). Это было самостоятельное подразделение Хоукер-Сиддли Груп и носило имя Авро только в маркетинговых целях. До своего закрытия в 1962 году компания успела стать известной благодаря своим моделям CF-105 Arrow, C-102 Jetliner и прототипу «летающей тарелки» Avrocar.

## Слияние сХоукер-Сиддли

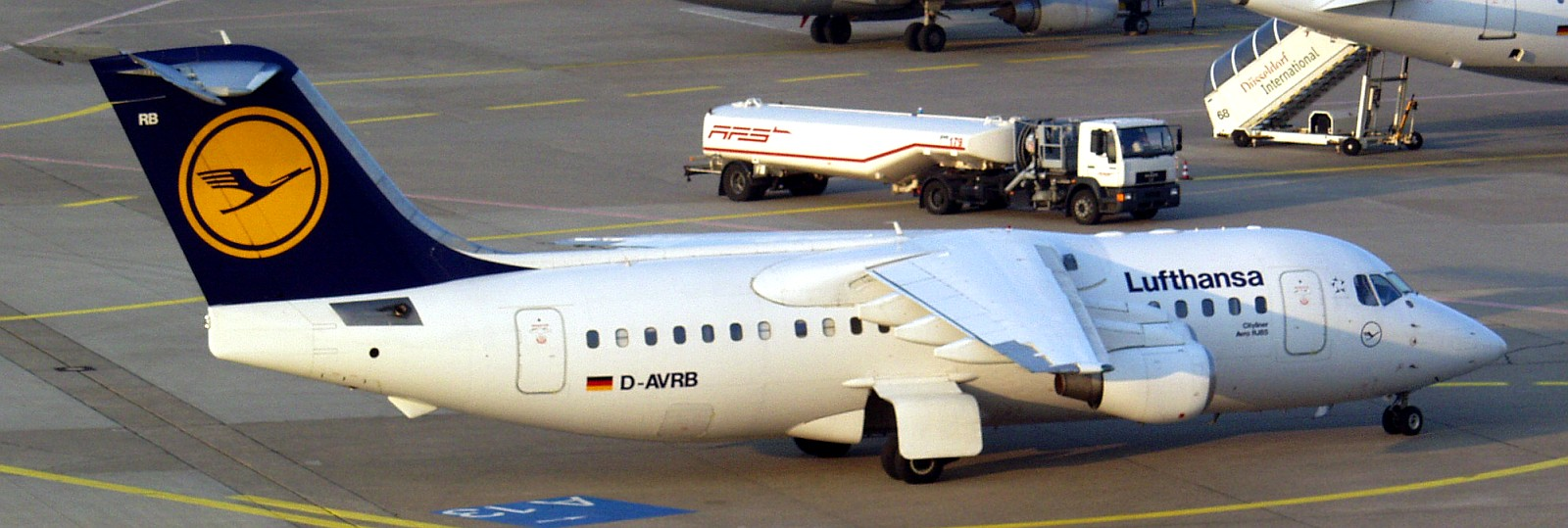
Avro RJ85 авиакомпании Lufthansa

После поглощения компанией Хоукер-Сиддли Груп название «Авро» перестало использоваться. Однако это название имело за собой такое большое авиационное наследие, что компания Бритиш Аэроспейс, куда в свою очередь вошла Хоукер-Сиддли, решила использовать его в маркетинговых целях. Название Avro RJ (regional jet) использовалось для обозначения моделей RJ70, RJ85 и RJ100 самолёта BAe 146. Иногда неверно этот самолёт называют Авро-146. Avro RJ производился до 2003 года.

## Продукция
- Avro 504
- Avro 748
- Avro Anson
- Avro Canada C102 Jetliner
- Avro Canada CF-105 Arrow
- Avro Lancaster
- Avro Lincoln
- Avro Shackleton
- Avro Vulcan
- Avro York